# کوکاکولا باتلینگ
کوکاکولا باتلینگ (انگلیسی: Coca-Cola Bottling) شرکت صنایع غذایی آمریکایی است، که در سال ۱۹۰۶ تأسیس شد.